# Aeroportul Jining Qufu
Aeroportul Jining Qufu (IATA: JNG, ICAO: ZSJG) este un aeroport din Jining⁠(d), Shandong, Republica Populară Chineză ce deservește zona Jining⁠(d). Aeroportul a fost tranzitat în 2022 de 590.130 de pasageri. A fost numit după zona deservită.
Aeroportul dispune de o singură pistă.